# Michael von Kalkstein
Michael Julius von Kalkstein (* 3. Juli 1830 in Klonowken, Kreis Preußisch Stargard; † Mitte September 1911 ebenda) war ein Rittergutsbesitzer und Reichstagsabgeordneter.

## Leben
Michael von Kalkstein stammte aus der ermländischen uradligen Familie von Kalckstein (Kalkstein). Er studierte Rechtswissenschaften. Im Jahre 1854 wurde er als Rechtskandidat zum Auskultator im Regierungsbezirk Bromberg ernannt.
Von 1871 bis 1877, dann erneut von 1881 bis 1890 und erneut von 1893 bis 1898 war er Mitglied des Deutschen Reichstags für die Polnische Fraktion und den Reichstagswahlkreis Regierungsbezirk Danzig 5 (Berent–Preußisch Stargard–Dirschau).
Kalkstein war Gutsherr des Ritterguts Klonowken.